# USA:s Grand Prix 2018
USA:s Grand Prix 2018, officiellt Formula 1 Pirelli 2018 United States Grand Prix, var ett Formel 1-lopp som kördes 21 oktober 2018 på Circuit of the Americas i Austin, USA. Loppet var det artonde av sammanlagt tjugoen deltävlingar ingående i Formel 1-säsongen 2018 och kördes över 56 varv.

## Kval
| Pos.                    | Nr | Förare            | Konstruktör               | Kvaltider | Kvaltider | Kvaltider | Start- grid |
| Pos.                    | Nr | Förare            | Konstruktör               | Q1        | Q2        | Q3        | Start- grid |
| ----------------------- | -- | ----------------- | ------------------------- | --------- | --------- | --------- | ----------- |
| 1                       | 44 | Lewis Hamilton    | Mercedes                  | 1.34,130  | 1.33,480  | 1.32,237  | 1           |
| 2                       | 5  | Sebastian Vettel  | Ferrari                   | 1.34,569  | 1.33,079  | 1.32,298  | 5           |
| 3                       | 7  | Kimi Räikkönen    | Ferrari                   | 1.34,703  | 1.32,884  | 1.32,307  | 2           |
| 4                       | 77 | Valtteri Bottas   | Mercedes                  | 1.34,518  | 1.33,702  | 1.32,616  | 3           |
| 5                       | 3  | Daniel Ricciardo  | Red Bull Racing-TAG Heuer | 1.34,755  | 1.34,185  | 1.33,494  | 4           |
| 6                       | 31 | Esteban Ocon      | Force India-Mercedes      | 1.34,876  | 1.34,522  | 1.34,145  | 6           |
| 7                       | 27 | Nico Hülkenberg   | Renault                   | 1.34,932  | 1.34,564  | 1.34,215  | 7           |
| 8                       | 8  | Romain Grosjean   | Haas-Ferrari              | 1.34,892  | 1.34,419  | 1.34,250  | 8           |
| 9                       | 16 | Charles Leclerc   | Sauber-Ferrari            | 1.35,069  | 1.34,255  | 1.34,420  | 9           |
| 10                      | 11 | Sergio Pérez      | Force India-Mercedes      | 1.35,193  | 1.34,525  | 1.34,594  | 10          |
| 11                      | 55 | Carlos Sainz Jr.  | Renault                   | 1.34,891  | 1.34,566  |           | 11          |
| 12                      | 20 | Kevin Magnussen   | Haas-Ferrari              | 1.34,972  | 1.34,732  |           | 12          |
| 13                      | 10 | Pierre Gasly      | Scuderia Toro Rosso-Honda | 1.34,850  | Ingen tid |           | 19          |
| 14                      | 28 | Brendon Hartley   | Scuderia Toro Rosso-Honda | 1.35,206  | Ingen tid |           | 20          |
| 15                      | 33 | Max Verstappen    | Red Bull Racing-TAG Heuer | 1.34,766  | Ingen tid |           | 18          |
| 16                      | 14 | Fernando Alonso   | McLaren-Renault           | 1.35,294  |           |           | 13          |
| 17                      | 35 | Sergey Sirotkin   | Williams-Mercedes         | 1.35,362  |           |           | 14          |
| 18                      | 18 | Lance Stroll      | Williams-Mercedes         | 1.35,480  |           |           | 15          |
| 19                      | 9  | Marcus Ericsson   | Sauber-Ferrari            | 1.35,536  |           |           | 16          |
| 20                      | 2  | Stoffel Vandoorne | McLaren-Renault           | 1.35,735  |           |           | 17          |
| 107 %-gränsen: 1.40,719 |    |                   |                           |           |           |           |             |
| Källor:                 |    |                   |                           |           |           |           |             |

## Lopp
| Pos.    | Nr | Förare            | Konstruktör               | Varv | Tid/Bröt                        | Grid | Poäng |
| ------- | -- | ----------------- | ------------------------- | ---- | ------------------------------- | ---- | ----- |
| 1       | 7  | Kimi Räikkönen    | Ferrari                   | 56   | 1:34.18,643                     | 2    | 25    |
| 2       | 33 | Max Verstappen    | Red Bull Racing-TAG Heuer | 56   | +1,281                          | 18   | 18    |
| 3       | 44 | Lewis Hamilton    | Mercedes                  | 56   | +2,342                          | 1    | 15    |
| 4       | 5  | Sebastian Vettel  | Ferrari                   | 56   | +18,222                         | 5    | 12    |
| 5       | 77 | Valtteri Bottas   | Mercedes                  | 56   | +24.744                         | 3    | 10    |
| 6       | 27 | Nico Hülkenberg   | Renault                   | 56   | +1.27,210                       | 7    | 8     |
| 7       | 55 | Carlos Sainz Jr.  | Renault                   | 56   | +1.34,994                       | 11   | 6     |
| 8       | 11 | Sergio Pérez      | Force India-Mercedes      | 56   | +1.41,080                       | 10   | 4     |
| 9       | 28 | Brendon Hartley   | Toro Rosso-Honda          | 55   | +1 varv                         | 20   | 2     |
| 10      | 9  | Marcus Ericsson   | Sauber-Ferrari            | 55   | +1 varv                         | 16   | 1     |
| 11      | 2  | Stoffel Vandoorne | McLaren-Renault           | 55   | +1 varv                         | 17   |       |
| 12      | 10 | Pierre Gasly      | Toro Rosso-Honda          | 55   | +1 varv                         | 19   |       |
| 13      | 35 | Sergey Sirotkin   | Williams-Mercedes         | 55   | +1 varv                         | 14   |       |
| 14      | 18 | Lance Stroll      | Williams-Mercedes         | 54   | +2 varv                         | 15   |       |
| Bröt    | 16 | Charles Leclerc   | Sauber-Ferrari            | 31   | Kollision                       | 9    |       |
| Bröt    | 3  | Daniel Ricciardo  | Red Bull Racing-TAG Heuer | 8    | Batteri                         | 4    |       |
| Bröt    | 8  | Romain Grosjean   | Haas-Ferrari              | 2    | Kollision                       | 8    |       |
| Bröt    | 14 | Fernando Alonso   | McLaren-Renault           | 1    | Kollision                       | 13   |       |
| DSQ     | 31 | Esteban Ocon      | Force India-Mercedes      | 56   | Överskridet bränsleflödea       | 6    |       |
| DSQ     | 20 | Kevin Magnussen   | Haas-Ferrari              | 56   | Överskriden bränsleförbrukningb | 12   |       |
| Källor: |    |                   |                           |      |                                 |      |       |

- ^a  – Esteban Ocon diskvalificerades då FIA via telemetrin detekterat att bränsleflödet på det första varvet överskridit det genomsnittliga tillåtna 100 kg/hr.[8]
- ^b  – Kevin Magnussen diskvalificerades då den tillåtna bränsleförbrukningen på 105 kg överskridits.[9]